# 프로마주 블랑

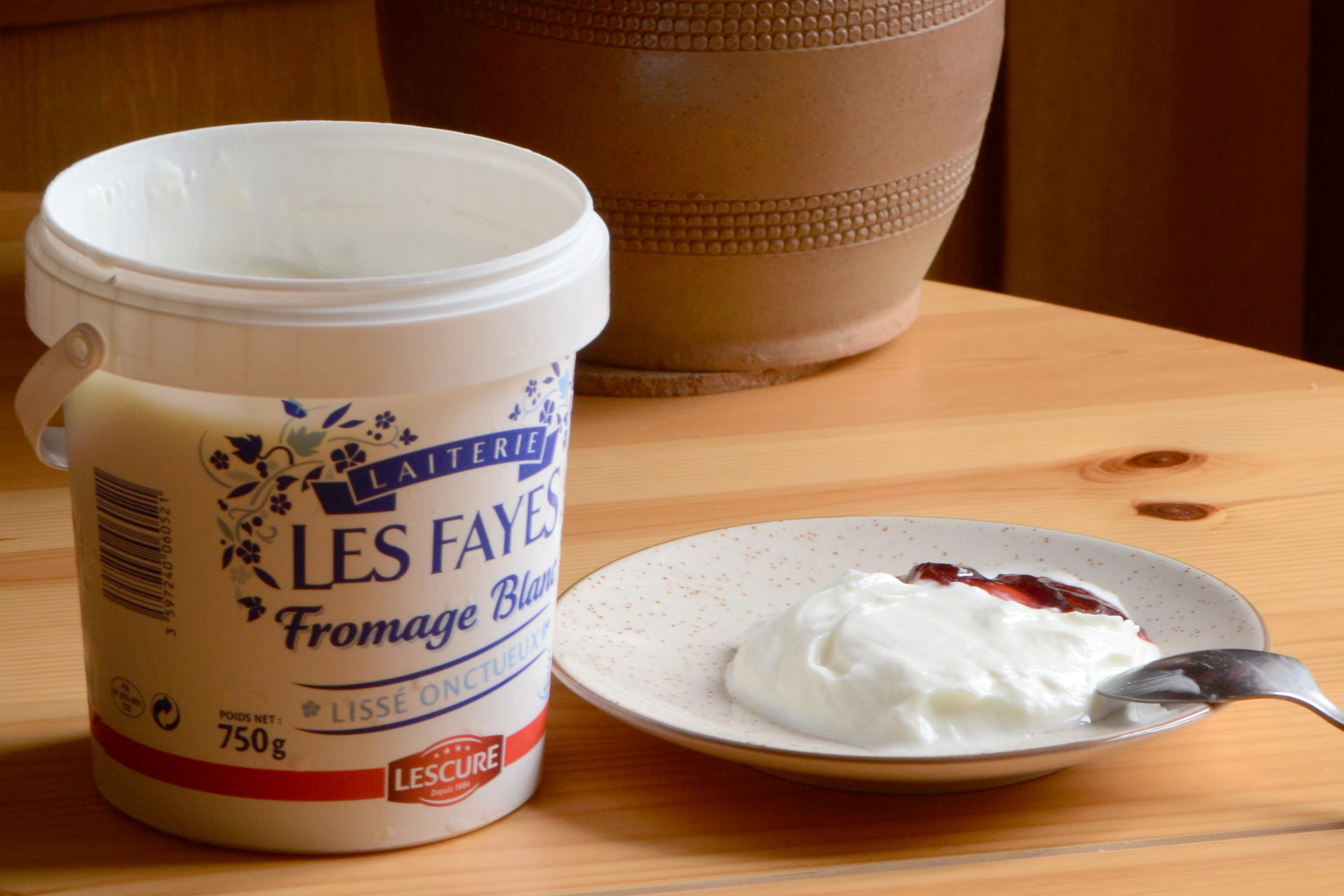

프로마주 블랑(프랑스어: fromage blanc)은 지방분이 적은 액체에 가까운 생치즈이다.

## 같이 보기
- 프로마주 프레
- 포르마조 비안코